# Cum occasione
 (février 2023).
Si vous disposez d'ouvrages ou d'articles de référence ou si vous connaissez des sites web de qualité traitant du thème abordé ici, merci de compléter l'article en donnant les références utiles à sa vérifiabilité et en les liant à la section « Notes et références ».
La bulle Cum Occasione est une bulle fulminée par le pape Innocent X le 9 juin 1653.
Il y condamne comme hérétiques cinq propositions tirées de l’Augustinus de Jansénius (1640). Cette bulle représente une des tentatives de l'Église catholique de mettre un frein au jansénisme qu'elle jugeait envahissant et qui, à cette époque trouvait de plus en plus de partisans. Pour cette raison, le pape lui-même créa une commission spéciale chargée d'examiner cinq propositions en particulier.
Les cinq propositions examinées puis condamnées sont :
1. Certains enseignements de Dieu sont impossibles à observer, même par les justes s'il leur manque la grâce nécessaire.
2. À la grâce intérieure, dans l'état de nature déchue, l'homme ne peut pas résister.
3. Pour acquérir mérite ou démérite la liberté de nécessité interne n'est pas nécessaire, mais seulement la liberté de contrainte extérieure.
4. Les semi-pélagiens se sont trompés en enseignant que la volonté humaine peut résister à la grâce ou la seconder.
5. C'est une erreur semi-pélagienne que d'affirmer que le Christ est mort pour tous les hommes.

L'affaire ne fut pas close, car les jansénistes répondirent qu'ils condamnaient eux aussi ces propositions, mais qu'elles ne se trouvaient pas dans l'ouvrage de Jansénius.

## Sources
- (it) Cet article est partiellement ou en totalité issu de l’article de Wikipédia en italien intitulé « Cum occasione » (voir la liste des auteurs).